# Botão

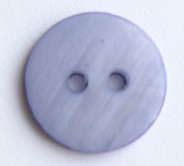
Um botão usado em roupas.

O botão é um pequeno objeto, normalmente redondo, usado em peças de vestuário para fechá-las, prendendo-o numa "casa" ou presilha.
O objetivo principal do botão é ajustar as roupas ao corpo, fixando-as em uma posição determinada, embora também seja extensamente utilizada apenas por motivos estéticos. O formato e o material pode variar de acordo com o tipo de vestuário (posição na peça, cor, tecido, entre outros fatores), existindo botões de metal, poliéster, madeira, coco, etc.

## Histórico
A presença de botões já foi confirmada há cerca de 3000 a.C. na Civilização do Vale do Indo, presentes também na Grécia e Roma antigas. Na Idade Média alguns países europeus limitavam a quantidade de botões por considerar ostentação excessiva. A partir do século XIII elas tomaram como caráter principal a função de fechar as vestimentas - antes eram vistos como uma decoração, motivo de status. Nessa época os botões ficavam do lado esquerdo, facilitando que os criados dos nobres os vestissem. No entanto, os botões de roupas masculinas foram alteradas para o lado direito; e há várias versões para a causa que pode ter levado à mudança. A pesquisadora Nadine Hackler (Universidade da Flórida) denota que os homens tinham de ser capazes de abrir o casaco com a mão esquerda enquanto pegavam a espada com a mão direita, pela qual se justificaria a mudança ainda na Idade Média.